# Montreuil-sur-Ille
Montreuil-sur-Ille település Franciaországban, Ille-et-Vilaine megyében. Lakosainak száma 2419 fő (2022. január 1.). Montreuil-sur-Ille Aubigné, Dingé, Feins, Guipel és Saint-Médard-sur-Ille községekkel határos.

## Népesség
A település népességének változása:
| Lakosok száma | 1399 | 1453 | 1418 | 1876 | 2209 | 2289 | 2383 | 2390 | 2419 | 2419 |
|               | 1968 | 1982 | 1990 | 2006 | 2013 | 2015 | 2017 | 2019 | 2020 | 2022 |